# S!タウン
S!タウンは、ソフトバンクモバイル(現・ソフトバンク)が2009年9月30日まで提供していたSoftBank 3G向けのコミュニケーションサービスである。
「S!タウン」というS!アプリを用いて、3Dポリゴンで再現された架空の街の中で仲間と話し合うというサービスである。2006年10月よりサービス開始。このS！アプリは、サービス終了までのほとんどのSoftBank 3G端末にプリセットされており、[メニュー]→[コミュニケーション]から利用できた。大容量のパケット通信を行うため、利用にはパケットし放題の契約が推奨されていた。また、ウェブ利用制限に加入している場合は利用できなかった。

## 対応機種
SoftBank8シリーズ(除く812T)、9シリーズ